# Commonwealth (territoire insulaire des États-Unis)
 (septembre 2021).
Améliorez-le ou discutez des points à vérifier. 
Cet article traite des territoires non incorporés des États-Unis. Pour les États portant cette désignation, voir Commonwealth (État des États-Unis). Pour les autres utilisations du terme, voir Commonwealth (homonymie) .
Un Commonwealth, ou État libre associé, est un territoire non incorporé des États-Unis d'Amérique.
Aujourd'hui, deux territoires insulaires portent cette désignation, les Îles Mariannes du Nord et Porto Rico.
Cependant, seules les Îles Mariannes du Nord ont l'autorité pour mener leur propre politique étrangère.
La Constitution des États-Unis exige une loi du Congrès, pour permettre au territoires, de choisir entre l'indépendance et le statut d'état.

## Commonwealths actuels

### Commonwealth de Porto Rico
Parmi les zones insulaires américaines actuelles, le terme a été utilisé pour la première fois pour désigner Porto Rico en 1952 par son nom officiel en anglais: Commonwealth of Puerto Rico. Le nom officiel en espagnol de Porto Rico est: Estado Libre Asociado de Puerto Rico ("État libre associé de Porto Rico"). Malgré cette traduction espagnole du terme « Commonwealth » en "État libre", les relations de Porto Rico avec les États-Unis ne sont pas un Compact of Free Association, contrairement au cas des États fédérés de Micronésie, des Palaos et des Îles Marshall. En tant qu'États souverains, ces îles ont pleinement le droit de mener leurs propres relations extérieures, tandis que le Commonwealth de Porto Rico, en tant que territoire non souverain des États-Unis, obtient de ceux-ci sa représentation diplomatique, sa citoyenneté et sa monnaie. Porto Rico dispose cependant d'une autonomie en matière sportive, avec sa propre équipe nationale aux Jeux olympiques et à d'autres compétitions internationales. Porto Rico participe également à différentes organisations internationales telles que la Commission économique pour l'Amérique latine (ECLA) (membre associé), l'Organisation des États ibéro-américains (membre titulaire) et le Sommet ibéro-américain (membre associé).
Porto Rico n'a aucune représentation au collège des grands électeurs qui choisit le président et le vice-président des États-Unis. Les Portoricains ont la nationalité américaine et votent pour un commissaire résident de Porto Rico, disposant d'un droit d'expression mais sans droit de vote, à la Chambre des représentants des États-Unis.  À l'exception des employés fédéraux (tels que les employés du United States Postal Service, du Federal Bureau of Investigation et des militaires de toutes les branches de l'armée), les résidents de Porto Rico ne paient généralement pas d'impôt fédéral sur le revenu (à l'exception de la sécurité sociale et l'assurance-maladie).
Les relations politiques de Porto Rico avec les États-Unis ont été une source permanente de débat à Porto Rico, au Congrès des États-Unis et aux Nations unies. Le débat a donné lieu à plusieurs référendums, décrets présidentiels et propositions de loi au Congrès américain. La question tourne autour de savoir si Porto Rico doit rester le territoire américain qu'il est aujourd'hui, ou évoluer vers des alternatives: devenir un possible 51e État des États-Unis ou à l'inverse devenir un pays indépendant. En fin de compte, le Congrès américain est le seul pouvoir habilité à décider du statut politique de Porto Rico, comme indiqué dans la clause territoriale.
Les États-Unis avaient obtenu de l'Espagne la cession des îles de Porto Rico en 1898 après la guerre hispano-américaine. Le territoire avait alors été organisé par la loi Foraker en 1900, puis la loi Jones-Shafroth en 1917, qui donnait la citoyenneté américaine aux Portoricains. En 1950, le Congrès des États-Unis a promulgué une loi (PL 81-600) autorisant Porto Rico à tenir une convention constitutionnelle et en 1952, le peuple de Porto Rico a ratifié la constitution ainsi rédigée, établissant une forme républicaine de gouvernement pour l'île, inspirée de celles en vigueur dans les États américains.
Depuis, le gouvernement de Porto Rico a tenu plusieurs référendums invitant à choisir entre l'évolution en État américain, l'accession à l’indépendance et le maintien en Commonwealth ; le maintien du Commonwealth existant a été à chaque fois confirmé lors des consultations tenues en 1967, 1993 et 1998. Par contre, en 2012, 54 % des électeurs se sont opposés au maintien du statut territorial existant. Parmi les options couvertes par ces 54 %, l'évolution en État américain a obtenu 61,16 % des suffrages, l'accession à la souveraineté sous la forme d'un État souverain libre associé a obtenu 33,34 % et l'accession à l'indépendance complète a obtenu 5,49 %. Ces résultats fragmentés n'ont permis à aucune des options de recueillir une majorité des voix. En mai 2020, au milieu d'une insatisfaction croissante à l'égard du statut territorial existant de Porto Rico, la gouverneure Wanda Vázquez annonce un référendum pour le 3 novembre, afin de décider si Porto Rico voulait devenir un État américain ou non. À 52,5 %, les Portoricains se prononcent en faveur de l'évolution du territoire en État américain. Bien que dépourvu de force contraignante, ce choix populaire devait inciter le Congrès des États-Unis à légiférer sur le statut de Porto Rico.
En avril 2021, les démocrates présentent une proposition de loi au Congrès des États-Unis pour lancer le processus de détermination du statut futur de Porto Rico, y compris celui d'un éventuel État, et de ses relations avec les États-Unis. La loi sur l'autodétermination de Porto Rico de 2021 appelle à la création d'une « convention sur le statut » composée de délégués élus par les électeurs portoricains. Les délégués seraient chargés de proposer des solutions à long terme pour le statut territorial de l'île : statut d'État, indépendance, association libre ou autres options divergentes de son statut actuel.
En mai 2022, des membres du Congrès parrainant des propositions de loi concurrentes sur la manière de faire évoluer le statut territorial de Porto Rico et ses relations avec les États-Unis, ont réuni leurs travaux en une nouvelle et unique proposition. Cette proposition unique rend possible l'élévation de Porto Rico au statut d'État américain, option promue par Darren Soto, représentant démocrate de Floride, et Jenniffer Gonzalez, représentante républicaine de Porto Rico sans droit de vote au Congrès, et rend aussi possible l'accession à l'indépendance de Porto Rico, option promue par les représentantes Alexandria Ocasio-Cortez et Nydia Velázquez, toutes deux élues démocrates de New York. La proposition de loi envisageait que le résultat de la consultation à Porto Rico pour faire évoluer son statut politique soit contraignant, abdiquant ainsi le pouvoir décisionnaire du Congrès en cette matière; cependant, cette disposition n'a pas été retenue dans le Puerto Rico Status Act finalement adopté. La consultation était initialement envisagée pour le 5 novembre 2023.
En juillet 2024, le gouverneur Pedro Pierluisi convoque cette consultation sur le statut de Porto Rico pour novembre 2024. Pour la première fois, le maintien du statut existant de l'île ne fera pas partie des choix proposés : les options porteront sur le statut d’État américain, l’indépendance souveraine ou l’indépendance avec libre association aux États-Unis, proche du statut actuel, mais dont les conditions seraient négociées concernant les affaires étrangères, la citoyenneté américaine et l’utilisation du dollar américain.
En mars 2025, des membres du Congrès font pression sur le président Donald Trump, pour qu'il envisage de faire de Porto Rico une nation indépendante. Un projet de décret suggère de faire de Porto Rico, une nation indépendant.

### Commonwealth des îles Mariannes du Nord
En 1976, le Congrès a approuvé le Pacte négocié mutuellement « pour établir un Commonwealth des îles Mariannes du Nord (CNMI) en union politique avec les États-Unis ». Avant le 28 novembre 2009, la loi sur l'immigration et la nationalité (INA) ne s'appliquait pas à la CNMI. Il existait plutôt un système d'immigration distinct au sein du CNMI. Ce système a été établi en vertu du Pacte pour établir un Commonwealth des îles Mariannes du Nord en union politique avec les États-Unis  ("Pacte"), qui a été signé en 1975 et codifié comme 48 USC § 1801. Le Pacte a été modifié unilatéralement par la Consolidated Natural Resources Act de 2008 (CNRA) approuvée par le Congrès américain le 8 mai 2008, modifiant ainsi le système d'immigration de la CNMI. Plus précisément, le CNRA § 702 (a) a modifié le Pacte pour préciser que « les dispositions des « lois sur l'immigration » (telles que définies à l'article 101 (a) (17) de la loi sur l'immigration et la nationalité (8 USC 1101) (a) (17) s'appliquent au Commonwealth des îles Mariannes du Nord. En outre, en vertu de l'article 702 (a) de la CNRA, les »lois sur l'immigration », ainsi que les amendements au Pacte doivent remplacer et remplacer toutes les lois, dispositions ou programmes du Commonwealth concernant l'admission des étrangers et le renvoi des étrangers du Commonwealth. »
La transition vers la loi américaine sur l'immigration a commencé le 28 novembre 2009 dans le Commonwealth des îles Mariannes du Nord (CNMI). Les lois sur l'immigration de CNMI ont été remplacées par l'INA et d'autres lois américaines sur l'immigration.

## Anciens Commonwealths

### Commonwealth des Philippines
Le Commonwealth des Philippines était une zone insulaire qui détenait le statut de Commonwealth du 15 novembre 1935 au 4 juillet 1946. Les États-Unis ont reconnu la future indépendance des Philippines en 1934 mais ont demandé une période transitoire de dix ans.

### Commonwealth du Libéria
La colonie devenue Commonwealth du Liberia en 1838 devient ensuite une république indépendante. La Déclaration d'indépendance du Liberia est rédigée par Hilary Teague, un membre de l'American Colonization Society venu des États-Unis, et est ratifiée le 16 juillet 1847. Le suffrage censitaire permet aux américano-libériens de conserver le pouvoir durant un siècle.